# Вейк, Карл
Карл Вейк (англ. Karl E. Weick; род. 31 октября 1936, Уорсо, Индиана) — американский исследователь, теоретик организационной коммуникации; стоял у истоков науки об организационном поведении.

## Научная деятельность
Окончил Университет штата Огайо в городе Колумбус, штат Огайо (в 1962 г. получил докторскую степень по психологии);
в 1962—1965 гг. работал доцентом кафедры психологии в Университете Пардье в городе Лафайет, штат Индиана;
в 1965—1972 гг. был профессором психологии в Миннесотском университете в городе Миннеаполис;
в 1972—1984 гг. — профессор кафедры психологии и изучения поведения в организациях в Корнеллском университете, Итака, штат Нью-Йорк;
в 1984—1988 гг. руководитель кафедры административного управления в Техасском университете;
с 1988 г. профессор кафедры изучения организационного поведения и профессор психологии в Мичиганском университете;
в 1977—1985 гг. был редактором журнала «Administrative Science Quarterly».
Вейк впервые стал использовать подход, сочетающий теорию систем с метафорами из музыки и литературы. Вейк выступил автором и распространителем таких концепций, как «организационная деятельность», «свободно связанные системы», «воплощения внешней среды» и «придание смысла».
В 1980—1990-х гг. Карл Вейк сыграл ключевую роль в становлении организационной теории в качестве самостоятельной научной дисциплины, несмотря на то, что сам ученый не создал научной школы. Вейк выступил конструктивным критиком сложившихся взглядов в том смысле, что его отклонения от общепринятых научных интересов и точек зрения в любой момент времени способствовало формированию новых научных воззрений. По этой причине многие другие занимавшиеся организационной теорией ученые стремились оценить и понять его влияние в данной области.
В настоящее время Карл Вейк — заслуженный профессор в Школе бизнеса Росса в Университете Мичигана.

### Основные работы

#### Социальная психология организации («The Social Psychology of Organizing», 1969/1979)
Предпосылки организационной теории:
- теория управления предприятиями бизнеса,
- теория государственного управления,
- промышленная психология,
- промышленная социология,
- концепция теории систем, особенно книга Дэниела Каца и Роберта Кана Social Psychology of Organizations («Социальная психология организаций»)[3]

Книга К. Вейка The Social Psychology of Organizing («Социальная психология организационного процесса»), опубликованная в 1969 г., но наиболее известная по своему исправленному изданию 1979 г., ясно указывала на намерения автора не только углублять, но и расширять подход теории систем. Причина этого заключалась в том, что концепция открытых систем, ставшая главной опорой организационного анализа, по-прежнему оставалась недостаточно разработанной. К. Вейк взялся за её развитие, одновременно дополняя её концепциями, имевшими отношение к аутопойетике, то есть к саморегулирующимся и самовоспроизводящимся системам (см. Никлас Луман). Именно эта последняя инновация позволила ему расширить биологическую метафору за счет использования метафор из области литературы, поэзии и других видов искусства. Кроме того, понимание принципа работы метафор позволило К. Вейку добиться значительных успехов в использовании биологических концепций в теории организаций.
Он утверждал, что основное внимание в организационной теории должно быть направлено на процесс организации (organizing) формирование «рациональных последовательностей взаимозависимых действий, то есть на генерирование осмысленных результатов». Результатом процесса организации является создание взаимосвязанных циклов структурированного поведения, которые могут быть представлены в виде не линейных последовательностей причин и следствий, а каузальных (причинных) контуров.
Процесс организации проходит через стадии, сходные с этапами биологической эволюции, и инициируется изменением внешней среды, следующим за реализацией, когда действующие лица организации охватывают определенный сегмент своего внешнего окружения для его активной обработки. Этот этап соответствует возникновению изменчивости. Последующая обработка состоит, во-первых, из селекции, то есть попыток снижения неоднозначности событий за счет применения к ним оценивающих когнитивных схем, которые делают возможным (временно) объединить эти события вместе и, во-вторых, сохранения, то есть накопления позитивных результатов подобной рационализации, которая расширяет и обновляет набор когнитивных схем, но в то же время и ограничивает вероятность выявления последующих изменений внешней среды.
Процесс организации, таким образом, протекает в условиях неопределенности и неоднозначности и является одной из составляющих более общей попытки придания смысла нашей жизни и окружающему миру. Именно это допущение отличает теорию организации К. Вейка от других концепций, возникающих вокруг понятия «неопределенности» — негативного состояния, которое должно быть устранено для проведения процесса организации. К. Вейк уделяет большое внимание понятию неопределенности и отводит ему центральную роль в эволюционных процессах. Хотя процесс организации направлен на упорядочение неопределенности, он никогда не бывает полностью успешным. Кроме того, подразумеваемое им упорядочение не состоит лишь из наложения правил рационализации на хаотичный мир, а является гораздо более сложным и по своей сути неоднозначным общим процессом придания смысла. Social Psychology of Organizing исключительно богата метафорами, анекдотами, а также примерами из классической и популярной культуры, джаза, бизнеса, политики и спорта. Самый впечатляющий из приведенных анекдотов описывает трех бейсбольных арбитров, представляющих три наиболее распространенные разновидности теории знания. На вопрос о том, как они называют различные удары по мячу, объективист отвечает: «Я называю их так, какими они есть на самом деле», субъективист говорит: «Я называю их так, какими они мне видятся», и лишь конструктивист заявляет: «Они не представляют из себя ничего до тех пор, пока я не дам им названия» . Это последнее высказывание вкупе с концепциями, введенными в его ранних работах, определили характер деятельности К. Вейка в последующие годы.

#### Придание осмысленности организации («Sensemaking in Organizations», 1995)
В организационных исследованиях «придание смысла» — это совместный процесс создания общего понимания из видений и интересов индивидуумов. Придание смысла в организациях интерпретация, то есть придание значения и его усвоение с целью связать новый сигнал с существующей структурой восприятия смысла или создание такой структуры. Вейк рассматривал проблемы придания смысла в ряде работ.
По Вейку, люди стремятся придать смысл организациям, а организации стремятся придать смысл своему окружению. Немалую роль в этом процессе играют многозначность и неопределенность, которые в теории обработки информации Вейка обозначаются понятием «двойной смысл» (equivocality). «Придание смысла подчеркивает, что люди пытаются сделать события рационально объяснимыми для себя и других»
Вейк анализирует семь аспектов процесса придания смысла в организациях: идентичность, ретроспекцию, воплощение, социальный контакт, текущие события, подсказки и правдоподобие, которые затем разрабатывались и другими исследователями организаций.
1. Идентичность и идентификация имеют определяющее значение: то, как люди определяют, кем они являются в своем контексте, определяет, что они воплощают (см. Воплощение) и как они интерпретируют события. Каждая из идентичностей индивидуума создает собственный смысл, поэтому индивидуумы не действуют абсолютно последовательно.
2. Чтобы понять, что мы думаем, мы обращаемся к тому, что сказали ранее: «как я могу знать, что я думаю об этом, пока я не увижу результата своих действий?!» Ретроспекция дает возможность придания смысла, при этом точка во времени, в которой совершается ретроспекция, влияет на то, что именно люди замечают. Успех события является важным для его ретроспективного понимания. Любые помехи в момент ретроспекции также влияют на содержание смысла.
3. Люди воплощают ту среду, с которой сталкиваются в диалогах и нарративах. Когда люди говорят, они создают нарративы, которые помогают им понять, что они думают, организовать собственный опыт, контролировать и предсказывать события.
4. Придание смысла — это социальная деятельность, в которой сохраняются и распространяются правдоподобные истории. При этом аудитория включает самого говорящего, а нарративы являются развивающимся результатом разговоров с собой и другими.
5. Придание смысла — это текущий, продолжающийся процесс. Индивидуумы одновременно формируют среду и реагируют на неё. Когда люди проецируют себя на свою среду наблюдают последствия, то узнают что-то новое о своей идентичности и о точности своих представлений о мире. Этот процесс предполагает обратную связь, так что даже если индивидуумы выводят свою идентичность из поведения окружающих по отношению к ним, они также пытаются повлиять на поведение окружающих. «Основная идея придания смысла состоит в том, что реальность — это свершающееся событие, возникающее из наших усилий создать порядок и ретроспективно придать смысл тому, что происходит»[9]
6. Люди выуживают подсказки из контекста, которые могут помочь им решить, к какой информации стоит прислушаться и какие объяснения ситуации наиболее вероятны. Полученные подсказки являются токами соотнесения, связывающими идеи с широкими сетями значений, и представляют собой «простые, знакомые структуры, семена, из которых люди выращивают большее ощущение того, что, по видимости, происходит вокруг»[7].
7. Описывая события и контексты, люди предпочитают правдоподобие точности описания. «В двусмысленном (equivocal) постмодерном мире, пропитанном политикой интерпретации и конфликтующими интересами, населенном людьми с множеством изменяющихся идентичностей обоготворение точности не является ни плодотворным, ни особенно практичным»[7].

Все семь аспектов взаимодействуют и переплетаются по мере того, как индивиды интерпретируют события. Эти интерпретации проявляются в нарративах — письменных и устных, в которых передается полученный смысл событий (Currie & Brown 2003).
Основой в процессе придания смысла является «наличие хорошей истории»., причем:
1. такая история является наиболее необходимой в неопределенном современном мире, пронизанном различными толкованиями и противоречивыми интересами;
2. комплексным объектам должны соответствовать комплексные модели, и хотя истории упрощают мир, они упрощают мир в меньшей степени, чем тот тип формальных моделей, которые почитается в качестве науки.
Активность процесса придания смысла возрастает в точках разрыва и нарушения непрерывности, в моменты резких воздействий и возникновения препятствий. Разбирая случай большого пожара в ущелье Мэнн (Mann Gulch) в 1948 г., Вейк проанализировал ситуацию нарушения процесса придания смысла и назвал ситуацию, в которой представления участников подвергаются сомнению настолько, что те начинают сомневаться в собственных силах, «космологическим эпизодом». По этому поводу Вейк пишет: «Люди, сражающиеся с лесными пожарами, должны одновременно продолжать задавать вопросы и действовать так, будто у них уже есть почти все ответы» .
Процесс придания смысла вызывается убеждениями (классическим случаем этого являются «самосбывающиеся пророчества» (self-fulfilling prophecy).
Образования, в которых существует непрерывная потребность в придании смысла, удовлетворению которой не могут помочь готовые шаблоны, стандартные процедуры или усвоенный организационный опыт, это самоорганизованные анархии.

### Основные теории

#### Теория организационной информации
Теория организационной информации — это теория К. Вейка, основанная на общей теории систем и связанная со сложностью управления информацией в организации. Организации предстают как постоянно изменяющиеся и создаваемые участниками. Предмет данной теории — снижение двусмысленности и неопределенности путём сбора, управления и использования информации, для достижения целей организации.
Ключевой компонент теории — это информация, которую предоставляет организационная среда, включая соответствующую организационную культуру, которая может влиять на поведение участников организации. Организация просеивает доступную информацию, интерпретирует и одновременно координирует её, чтобы она приобрела смысл для участников организации и для целей организации. В том случае, если информация из организационной среды многозначна (equivocal), в организации происходит цикл снижения двусмысленности. Чем больше в организации правил снижения многозначности, тем меньшее количество циклов снижения многозначности требуется.
Стадии цикла снижения многозначности в организации:
1) Воплощение. Действия, изучение методом проб и ошибок носит определяющий смысл для определения идей: «Прыгните вперед, а затем осматривайтесь, потому что если вы будете осматриваться до того, как прыгнуть, то можете ничего не увидеть».
2) Отбор. После анализа имеющейся информации необходимо отобрать и оценить информацию, которая выделяется среди всей прочей. Ключевую роль здесь играют те, кто принимают решения в организации.
3) Удержание. После того, как организация просеяла и отобрала нужную информацию, необходимо определить, какая информация полезна и какую можно будет использовать снова. Неэффективная и в целом избыточная информация, не способствующая снижению многозначности, скорее всего не будет сохранена для дальнейшего применения в организации.
Основная критика теории связана с убеждением Вейка, что люди в организации руководствуются правилами. Критики подчеркивают, что в реальности люди могут игнорировать правила коммуникации, руководствуясь собственной интуицией. Кроме того, критики подчеркивают, что в данной теории организации предстают как статические единицы, и не учитываются внутренние противоречия в организационной структуре и процессах.

#### Свободно связанные системы
По Вейку, процесс организации представляет собой ряд свободно связанных между собой этапов в повседневной организационной жизни, благодаря которым организации приобретают необходимые для выживания приспособляемость и гибкость.
Понятие о свободно связанных системах было предложено в начале 1970-х гг. и затем подхвачено в теории организаций многими учеными, в том числе Дж. Марчем и Дж. Ольсеном. Основные работы Вейка в этом направлении — статьи «Организации образования как свободно связанные системы» (1976) и «Свободно связанные системы: реконцептуализация».
В работах К. Вейка понятие свободно связанных систем использовалось по отношению к:
- организационному процессу образовательных учреждений[14];
- к осмыслению катастроф, которые возникают в высоко надежных организациях, стремящихся к тесному объединению своих элементов[12].

Понятие свободно связанных систем было введено Вейком для того, чтобы отразить необходимую степень деформации в том, как в организации представляется реальность — «организационной теории мира», с одной стороны, и конкретной материальной данностью, в которой организации в итоге приходится действовать — с другой. Свободное связывание позволяет этим онтологически несовместимым мирам сосуществовать. Ортон и Вейк однозначно высказываются в пользу данного понятия, поскольку оно сохраняет диалектику действительности — субъективную и объективную стороны организационной деятельности.
Привлекательность данной концепции заключалась в признании существования в одной и той же системе признаков как рациональности, так и недетерминированности. Общее определение гласит: «Если существует реактивность без индивидуальности, то система является тесно связанной. Если существует индивидуальность без реактивности, то система является лишенной связей. Если существует и индивидуальность, и реактивность, система является свободно связанной».
Достоинства данной концепции:
- учитывает индетерминированность развития системы;
- объясняет гибкость в поведении организации.

Опасности использования данной концепции:
- (ложное) противопоставление тесно и свободно связанных систем;
- упрощенное понимание механизмов работы свободно связанных систем.

#### Каузальные контуры
«Каузальные (причинные) контуры» упоминались уже в первой значительной работе Вейка и позже. Каузальные контуры напоминают карты и согласуются с позицией второго бейсбольного судьи и его субъективистским высказыванием «Я называю их так, какими они мне видятся».
Люди могут действовать в соответствии со своими картами причинности, однако если придание смысла является непрерывным процессом, то как долго каузальная карта будет оставаться валидной? Переживет ли она период своего отображения? Наконец, самое главное: действительно ли она окажется комплексной или должна будет пожертвовать этим качеством с тем, чтобы избежать чрезмерных усложнений?
Более поздние работы ученого по проблемам организационного обучения были направлены против структуралистских взглядов когнитивной психологии и продемонстрировали парадоксальность процессов организационного познания. К. Вейк не принимал понятие «организационное обучение»: «Научить значит добиться дезорганизации и усиления многообразия. Организовать значит исключить или уменьшить многообразие». Вейк выступал за то, чтобы отказаться от представлений об организационном обучении как о совокупности индивидуальных когнитивных процессов и сфокусировать внимание на коллективном характере обучения в организациях путём «маленьких побед», а не «стимула-реакции» или планируемых изменений.

#### Воплощение
Понятие воплощения связано с идеей о том, что организации и другие феномены возникают в процессе разговора о них. «Менеджеры конструируют, реорганизуют, выделяют и разрушают многие „объективные“ черты своего окружения. Действуя, люди вносят крупицы определенности и упорядоченности в окружение, и одновременно сами себе создают тем самым ограничения». Метафорическое резюме самого Вейка: «Любой танцующий под дождем приносит дождь, если он достаточно долго танцует» .
«Воплощение» это процесс формирования идей, структур и взглядов за счет воздействия на них, а также результаты этого процесса, «воплощенная внешняя среда». Вейк предлагает его вместо понятия внедрения на основании того свойства, что люди способны действовать так, как если бы их идеи уже были воплощены. Таким образом, «внешняя среда» предстает как результат, а не только фон действий. Воплощение не следует путать с принятием желаемого за действительное.
Данное понятие было успешно принято конструктивистами в организационной коммуникации. Вейк использовал его в исследованиях организаций с высокой надежностью (или с высокой ненадежностью), где кризисы приобретают наиболее острую и заметную форму.
Использование понятия воплощения приводит к стиранию границы между предупреждением кризиса и кризисным управлением, демонстрируя, что воплощение может породить среду с повышенным риском возникновения кризиса и как понимание этой зависимости помогает избежать кризисов и снизить степень опасности.

#### Психологическая вовлеченность
Вейк вводит понятие «психологической вовлеченности» (нет точного перевода) в статье «Организация с целью высокой надежности: процессы коллективной внимательности»(1999). Вейк заимствует понятие психологической вовлеченности у Лангера, где оно используется для описания процесса индивидуального познания. Инновация Вейка заключалась в том, что он перенес это понятие в организационную плоскость как «коллективную внимательность». Организация с высоким уровнем коллективной психологической вовлеченности взращивает более безопасную культуру, которая демонстрирует высокие системные показатели. Организации с высоким уровнем психологической вовлеченности характеризуются: 1) учетом возможности неудачи и просчетом последствий; 2) нежеланием упрощать постановку и решение задач; 3) сензитивностью в вопросе осуществления процессов и операций; 4) преданностью идее устойчивости перед вызовами внешней среды; 5) уважительным отношением к экспертным оценкам.
Вейк поясняет, что «внимательность» — это состояние, когда мы осознаем свои ожидания в данный момент, постоянно улучшаем их на основе нового опыта и внедряем их в жизнь, чтобы улучшить ситуацию.

### Список работ

#### Книги
- 1969, 1979 The Social Psychology of Organizing, McGraw Hill/ Reading, MA: Addison-Wesley Pub. Co. 303 p.
- 1995 Sensemaking in Organizations, Thousand Oaks, CA: Sage Publications. 235 p.
- 2001 Making Sense of the Organization. Malden, MA, Oxford: Blackwell. 496 p.
- 2001 Managing the Unexpected: Assuring High Performance in an Age of Complexity. with co-author Kathleen Sutcliffe, Jossey-Bass. 224 p.

#### Статьи
- 1976 — «Educational Organizations as Loosely Coupled Systems» // Administrative Science Quarterly. Vol. 21. P. 1-19.
- 1984, with Richard L Daft — «Toward a model of organizations as interpretation systems» // «Academy of Management Review». Vol. 9. No. 2. P. 284—295.
- 1988 — «Enacted Sensemaking in Crisis Situation» // Journal of Management Studies. Vol. 25. No. 4. P. 305—317.
- 1990, with Lloyd E. Sandelans — «Social Behavior in Organizational Studies» // Journal for the Theory of Social Behaviour. Vol. 20. No. 4. P. 323—346.
- Orton JD, Weick K (1990). Loosely Coupled Systems: A Reconceptualization, "The Academy of Management Review, Vol. 15. No. 2. P. 203—223.
- 1993 — «The Collapse of Sensemaking in Organizations: The Mann Gulch Disaster» // Administrative Science Quarterly. Vol. 38. P. 628—652.
- 1999 — Organizing for high reliability: Processes of collective mindfulness.
- 2005, with Kathleen M Sutcliffe and David Obstfeld — «Organizing and the Process of Sensemaking» // Organization Science. Vol. 16. No.º4. P. 409—421.

#### Цитаты
Из книги «Sensemaking in Organizations» (1995):
- «Восприятие, по определению, никогда не может быть точным» (p. 60).
- «Организации развиваются и поддерживаются как нечто целое только с помощью постоянной коммуникативной активности. Если коммуникативная активность останавливается, организация исчезает. Если коммуникативная активность спутана, организация плохо функционирует» (p. 75).
- «Неопределенность позволяет людям поддерживать впечатление, что поддерживается согласие, когда его, на самом деле, нет» (p. 120).